# Сміян Іван Семенович
Іван Семенович Сміян (нар. 10 січня 1929, с. Білка, нині Україна) — український вчений у галузі медицини, педіатр. Доктор медичних наук (1968), професор (1973), академік Академії наук вищої школи України (1994). Відмінник охорони здоров'я (1976). Заслужений працівник вищої школи УРСР (1986). Член-кореспондент Національної академії медичних наук України (1994), ректор Тернопільської державної медичної академії імені І. Я. Горбачевського (1981—1997). Член правління Асоціації педіатрів УРСР, голова Тернопільської обласної асоціації педіатрів (обидва — 1970), член Наукового товариства імені Шевченка (1999). Батько Світлани та Олександра Сміянів.

## Життєпис

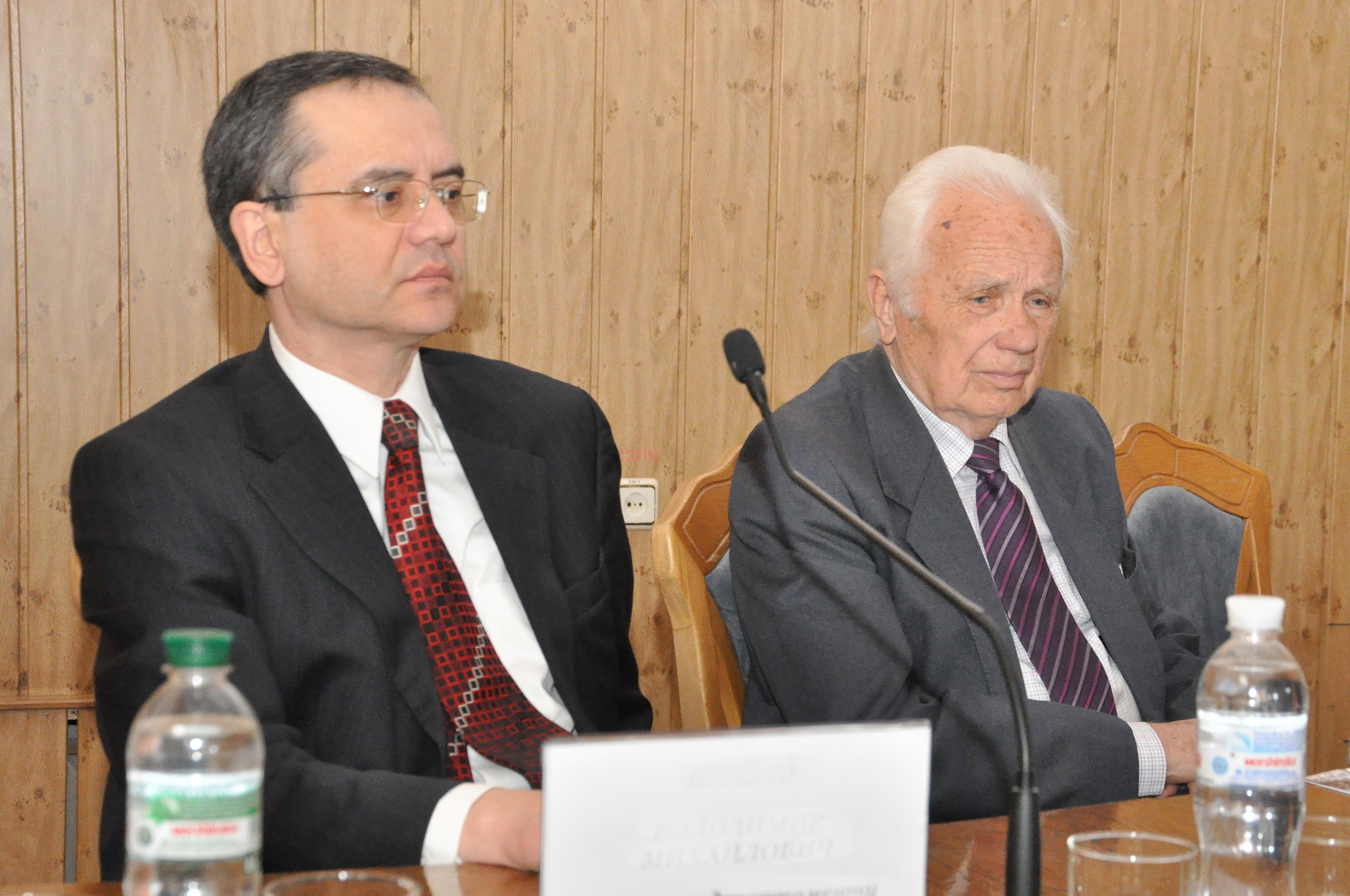
Професори, доктори медичних наук Михайло Корда (теперішній ректор) та Іван Сміян (третій ректор Тернопільського медичного університету)

Іван Семенович Сміян народився 10 січня 1929 року в селі Білка, нині Тростянецького району Сумської області України у звичайній селянській сім'ї.
Навчався у фельдшерсько-акушерській школі, після закінчення якої в 1948 році отримав призначення завідувача фельдшерсько-акушерським пунктом у с. Вербівцях (нині Теребовлянського району). Закінчив з відзнакою педіатричний факультет Харківський медичний інститут (1957). У цьому ж році починає працювати лікарем, а з 1958 стає головним лікарем дитячого санаторію «Джерело» у м. Трускавець Львівської області (1957—1962), Потім отримує посаду завідувача відділу Закарпатського НДІ (1962—1964) у місті Мукачево, а згодом стає старшим науковим співробітником, завідувачем Желєзноводською клінікою НДІ у м. П'ятигорськ (1964—1970, нині Ставропольський край, РФ).
З 1970 по 2003 рр. — завідувач кафедри педіатрії Тернопільського державного медичного інституту (ТДМІ), пізніше Академії ім. І. Я. Горбачевського. У 1975—1981 — проректор з навчальної роботи ТДМІ, близько 17 років (1981—1997) — ректор цього вищого навчального закладу. У 2004—2005 році — радник ректора, професор кафедри шпитальної та факультетської педіатрії.
Підготував 43 доктори та кандидати наук, є почесним головою Ради вчених Трускавця, почесним головою Тернопільської обласної асоціації педіатрів, членом численних редколегій науково-практичних журналів; у минулому був головою обласного товариства «Знання», депутатом міських рад Трускавця і Тернополя[джерело?].
Член Наглядової ради Тернопільського державного медичного університету імені І. Я. Горбачевського.

## Громадська діяльність
Голова Тернопільскої обласної асоціації педіатрів, голова спеціалізованої ради із захисту кандидатських та докторських дисертацій, члена редакційної колегії журналів «Педіатрія, акушерство і гінекологія», «Перинатологія та педіатрія», «Современная педиатрия», «Інфекційні хвороби».

## Наукова діяльність
У 1961 році захистив кандидатську дисертацію на тему «Курортне лікування хронічного гепатохолециститу у дітей». У 1968 році захистив докторську дисертацію на тему «Хронічні захворювання гепатобіліарної системи у дітей і їх санаторно-курортне лікування».
Іван Семенович зробив вагомий внесок у розвиток української педіатричної науки. Висококваліфікований педіатр, один з провідних вчених у галузі дитячої гастроентерології, нефрології та курортології. Його дослідження охоплюють широке коло проблем:
- вивчення етіології, патогенезу, клініки та лікування захворювань гепатобіліарної, бронхолегеневої, гастродуоденальної систем, нирок і сечових шляхів, гіпотрофії, патології періоду новонародженості.[3]
- визначення концепції виникнення, класифікації та лікування синдрому мальабсорбції, ендогенної інтоксикації та її корекції в педіатрії, роль перекисного окислення ліпідів;[7]
- визначення стану мінеральної щільності кісток при різній патології у дітей.[7]

Уперше науково обґрунтував і розробив методи лікування дітей на питних курортах колишнього CPCP. Вчений особисто розробив дозування різних мінеральних вод для внутрішнього вживання та ванн, методики призначення озокеритових і грязьових аплікацій, грязьового іонофорезу при хронічній патології органів травлення, сечовидільної системи, обміну речовин.
Наукова діяльність професора Івана Сміяна, дослідження чи завершення наукового напрямку відзначалися виданнями монографій або проведенням заключних конференцій, зокрема:
- Санаторно-курортное лечение детей с хроническими заболеваниями печени и желчных путей — М., 1962. — 132 с.
- Санаторно-курортное лечение детей при заболеваниях почек, мочевыводящих путей и нарушении солевого обмена / Санаторно-курортное лечение детей. — М., 1966. — 42 с.
- Климато-бальнеологическое лечения хронических заболеваний почек и мочевыводящих путей у детей. — М., 1967. — 237 с.
- Лечение детей на Кавказских Минеральных Водах". — Ставрополь, 1972. — 82 с.
- Комплексное лечение детей с хроническими заболеванями печени и желчных путей в условиях курорта. — М., 1973. — 192 с.
- Заболевания органов пищеварения / Бальнеотерапия при заболеваниях в детском возрасте. — М., 1980. — 43 с.
- Заболевания почек (там же, 18 с.),
- Гипотрофия. — К.: «Здоров'я», 1989. — 160 с.
- Гіпотрофія: сучасні погляди та нові підходи. — Тернопіль, 2000. — 46 с.
- Переваривание и всасывание углеводов в процессе мембранного пищеварения в норме и патологии. — Новости медицины. Экспресс–информация. — М., ВНИИМИ, 1985: вып. 7.
- Заболевания органов мочевой системы. — К.: Здоров'я, 1990. — 145 с.
- Синдром мальабсорбции углеводов у детей. — Тернопіль, 1995. — 222 с.
- Бронхіальна астма дитячого віку. — Тернопіль, 1995. — 200 с.
- Діабетична кардіопатія у дітей. — Львів, 2007. — 240 с.
- Проблеми остеопорозу. — Тернопіль: «Укрмедкнига», 2002. (п'ять розділів)
- Ендогена інтоксикація та її корекція в педіатрії / збірник науково-практичної конференції. — Тернопіль, 2001. — 9 доповідей у співавторстві,
- Актуальні питання патології органів травлення у дітей / збірник науково-практичної конференції. — Тернопіль, 2004. — дев'ять праць.

### Наукові праці
Іван Семенович один із перших у вищих навчальних закладах почав читати лекції для студентів українською мовою й старанно працював над написанням та виданням українських підручників, посібників, лекцій та монографій.
Автор і співавтор понад 700[джерело?] наукових і навчально-методичних праць, у тому числі 72 монографій, посібників, брошур, лекцій, зокрема:
- «Детская курортология» (1985),
- «Харчування і розвиток дитини» (1992),
- «Педіатрія» (цикл лекцій (1999),
- «Лекції по педіатрії» (2006),
- «Актуальні питання вакцинопрофілактики інфекційних хвороб у дітей» (2001),
- «Дитяча інфектологія» (2004),
- «Генетика дитячого віку» (2005),
- «Практична педіатрія» (1993),
- «Факультетська педіатрія» (1998),
- «Особливості і семіотика захворювань дитячого віку» (1999).
- «Госпітальна педіатрія» (1997),
- «Лікування дітей на питних курортах» (2006).

### Творча діяльність
Автор 32 книг спогадів, зокрема
- Від книги до книги: [спогади]. / І. С. Сміян. — Т. : Укрмедкнига, 2001. — 208 с.
- Від крісла до крісла: [спогади]. / І. С. Сміян. — Т. : Укрмедкнига, 2002. — 229 с.
- Думи мої думи: [спогади]. / І. С. Сміян. — Т. : Укрмедкнига, 2003. — 232 с.
- Господи помилуй і спаси: [спогади]. / І. С. Сміян. — Т. : Укрмедкнига, 2003. — 230 с.
- Парад академій, університетів: [спогади]. / І. С. Сміян. — Т. : Укрмедкнига, 2004. — 205 с.
- Сонце сходить і заходить: [спогади]. / І. С. Сміян. — Т. : Астон, 2005. — 226 с.
- З журбою радість обнялась…: [спогади]. / І. С. Сміян. — Т. : Підручники і посібники, 2006. — 192 с.
- Що нам прийдешнєє готує…: [спогади]. / І. С. Сміян. — Т. : Підручники і посібники, 2007. — 224 с.
- На все ти, Боже, дав пораду: [спогади]. / І. С. Сміян. — Т. : Підручники і посібники, 2007. — 207 с.
- Минають дні, минають ночі…: [спогади]. / І. С. Сміян. — Т. : Підручники і посібники, 2008. — 192 с.
- Треба всюди, добрі люди, приятеля мати: [спогади]. / І. С. Сміян. — Т. : Підручники і посібники, 2008. — 224 с.
- Повітрям дихають одним… : [спогади]. (12-а кн.) / І. С. Сміян. — Т. : Підручники і посібники, 2008. — 240 с. — ISBN 978-966-07-1279-9
- Щоб в усіх у нас все було гаразд: [спогади]. (Кн. 14) / І. С. Сміян. — Т. : Підручники і посібники, 2009. — 176 с. : фото. — ISBN 978-966-07-1490-8
- Як важко все життя щасливим бути… : [спогади]. (Кн. передостання) / І. Сміян. — Т. : Підручники і посібники, 2009. — 159 с. — ISBN 978-966-07-1437-3
- Як стихне буря під ребром… : [спогади]. (Кн. 15) / І. С. Сміян. — Т. : Підручники і посібники, 2009. — 240 с. — ISBN 978-966-07-1634-6
- Життя єдине, світле, миле… Кн. 16 / І. Сміян. — Т. : Підручники і посібники, 2010. — 144 с. — ISBN 978-966-07-1690-2
- Що це — людина?… (Кн. 17) [Текст]: [спогади] / І. С. Сміян. — Т. : Підручники і посібники, 2010. — 143 с. : фот. — ISBN 978-966-07-1714-5
- Любов за нас пішла на хрест… Кн. 18 [Текст] / І. С. Сміян. — Т. : Підручники і посібники, 2010. — 143 с. — ISBN 978-966-07-1824-1
- Ори свій лан… (Кн. 19) [Текст]: [спогади] / І. С. Сміян. — Т. : Підручники і посібники, 2011. — 128 с. : фот. — ISBN 978-966-07-1881-4
- Минули наші неспокійні дні [Текст]: [спогади]. (Кн. 20) / І. С. Сміян. — Т. : Підручники і посібники, 2011. — 190 с.
- «Кожний з нас на ниві життя — жнець…»… : [спогади]. / І. С. Сміян. — Т., 2011.
- Рівновага — основний закон природи / І. С. Сміян. — Т., 2012.
- Там перемога, де згода / І. С. Сміян. — Т., 2013.
- Прийшов, написав, прожив (Veni, scripci, vixi)" / І. С. Сміян. — Т., 2014.
- День змінюється днем / І. С. Сміян. — Т., 2015.
- Світла днина / І. С. Сміян. — Т., 2017.

Автор статей у Тернопільському енциклопедичному словнику.

## Вшанування
Ім'я вченого занесено до книги «2000 найвидатніших людей століття» Інтернаціонального біографічного центру в Кембриджі (Велика Британія, 1997).
У січні 2009 року 80-річчя Івана Семеновича Сміяна в Тернопільському державному медичному університеті імені І. Я. Горбачевського відзначили проведенням Всеукраїнської науково-практичної конференції «Педіатрія сьогодення і майбутнього».
До 80-річчя академіка Сумська обласна наукова медична бібліотека видала бібліографічний покажчик літератури «Академік Іван Семенович Сміян» (2009).
У 2010 році у видавництві «Підручники і посібники» видано бібліографію праць науковця І. Сміяна.

### Нагороди
- Орден «Знак Пошани»[1]
- медалі[джерело?]
  - Золота медаль фонду миру[1],
  - Золота медаль болгарсько-радянської дружби «Вечна дружба»,
  - «За досягнення в навчальній та методичній роботі» (Мінвуз УРСР),
  - «За заслуги в гуманной деятельности СОККИКП СССР» Н. И. Пирогов (1810—1881),
  - «За доблесный труд в ознаменование 100-летия со дня рождения В. И. Ленина»,
  - «Ветеран труда» — за багаторічну добросовісну працю

### Відзнаки
- Відмінник охорони здоров'я (1976).
- Заслужений працівник вищої школи УРСР (1986).
- міжнародна літературно-мистецька премія імені Григорія Сковороди (2013),[11]
- Почесні грамоти та подяки МОЗ України[8] і МОЗ СРСР, Національної академії медичних наук України, республіканської асоціації педіатрів, місцевих органів влади[джерело?]
- Знак пошани Національної академії медичних наук України (2017).[12][13]